# Akhisar (Aksaray)
Akhisar  ist ein Dorf im zentralen Bezirk der türkischen Provinz Aksaray mit 918 Einwohnern (Stand: Ende 2021). 2012 betrug die Einwohnerzahl 915. Es liegt etwa zehn Kilometer südöstlich des Stadtzentrums von Aksaray. Mit der Provinzhauptstadt ist Akhisar über eine Landstraße verbunden.
Etwa drei Kilometer östlich des Ortes, über eine Schotterpiste erreichbar, liegt die byzantinische Kirche Çanlı Kilise mit einer umfangreichen Höhlensiedlung.